# Glochidion nemorale
Glochidion nemorale là một loài thực vật có hoa trong họ Diệp hạ châu. Loài này được Thwaites mô tả khoa học đầu tiên năm 1861.